# Work and Travel USA
Work and Travel USA (укр. працюй та подорожуй у США) — програма міжнародного культурного обміну, що дозволяє студентам різних країн світу поїхати на літні канікули до Сполучених Штатів Америки, працюючи та відпочиваючи (подорожуючи). Основною метою програми Work and Travel є знайомство з культурою і життям сучасної Америки та поширення власної (української, наприклад) культури серед мешканців США.
Засновником програми, а, також, її головним наглядачем є Конгрес США, який щорічно визначає потрібну кількість студентів, що мають право брати участь у програмі Work and Travel USA. Агентства — представники програми Work and Travel USA в різних країнах світу пропонують студентам зареєструватися у програмі, отримати всі необхідні документи та консультації. Також деякі агентства допомагають учасникам програми спланувати подорож до майбутнього місця роботи, надають можливість придбати міжнародні авіаквитки за студентськими тарифами.

## Основна мета
Основною метою програми є сприяння поширенню культури США у світі, обмін духовними цінностями між молоддю різних країн світу та американцями, знайомство з сучасним життям Сполучених Штатів.

## Юридичні аспекти
Нагляд та координацію програми Work and Travel проводить Державний департамент США, який щорічно визначає можливу кількість учасників програми та проводить аудит Спонсорів програми.

## Вимоги до кандидатів з України
Для участі у Work and Travel, кожен український кандидат повинен відповідати наступним вимогам:
- мати розмовний рівень англійської мови;
- обов'язково бути студентом ВНЗ;
- навчатися на денній формі (стаціонарі);
- студенти перших курсів повинні успішно закінчити принаймні один семестр або період, еквівалентний семестру.

## Загальний огляд програми
Програма Work and Travel призначена для студентів, які бажають ознайомитися з культурою США, відпочити та заробити гроші під час літніх канікул. За умовами програми, студенти вирушають на роботу до США (на заздалегідь визначені місця роботи, вакансії та умови роботи і оплати), заробляють певну суму грошей та, за бажанням, витрачають її на подорож Америкою, або інші розваги чи речі.

### Робота
Слід зауважити, що кандидати не повинні мати певної кваліфікації, або досвіду — необхідне навчання проводиться одразу після прибуття на місце роботи. Якщо ж до кандидата висуваються якісь особливі вимоги, то він проходить спеціальне інтерв'ю із американським роботодавцем, ще в Україні. Виходячи з вищесказаного, місцем роботи студентів є заклади обслуговування та рекреації; прикладами можуть бути вакансії: продавців, касирів, хостес, різного роду помічників для роботи в готелях, ресторанах, або парках розваг.

### Подорож
Кожен учасник має додатковий місяць перебування у США для подорожі Америкою. За умовами програми, та виходячи із законів США, подорожувати можна всією територією Сполучених Штатів; в окремих випадках, через м'якість візового режиму, можна швидко отримати кількаденну візу у такі країни як Канада, або Мексика. Використовувати у цілях подорожі можливо, також, і свій вільний від роботи час — все залежить від встановленого роботодавцем графіку.

### Спонсори програми
Спонсори — це американські компанії, які надають вакансії від роботодавців, інтереси яких вони представляють, до агентств — які, в свою чергу, представляють інтереси студентів. До того ж спонсори займаються питаннями оформлення та видачі форм DS-2019 для студентів, що надає можливість студентам отримати візу культурного обміну J-1. Спонсори програми забезпечують легальне та безпечне перебування  студентів у США. На Спонсорів також покладена відповідальність за медичне страхування при нещасному випадку студентів.  Спонсори, в разі потреби, надають поради та/або допомогу у вирішенні суперечок з роботодавцем. Список Спонсорів програми, які офіційно визнані Державним Департаментом США: Designated Sponsors List (англ.).

### Агентства
Агентства є представниками інтересів студентів-кандидатів. Саме агентства займаються пошуком вакансій від спонсорів, організують ярмарки вакансій, готують необхідні для участі документи. Агентства, також, займаються питаннями безпеки та вирішенням проблем, що виникають у студентів під час перебування в США. Кожного року Консульство США в Україні оголошує список акредитованих компаній: Список українських агентств, акредитованих Консульством США в Україні на 2014 рік [Архівовано 19 лютого 2014 у Wayback Machine.].
Офіційний список акредитованих агенцій на 2015 рік [Архівовано 18 червня 2015 у Wayback Machine.].

### Термін дії
Програма Work and Travel діє лише у період офіційних літніх канікул Вищих навчальних закладів. За умовами, Посольством США, українські студенти можуть знаходитися на території Сполучених Штатів протягом чотирьох місяців — з травня по початок вересня. Загалом, офіційна дата прибуття/відбуття учасника в США занесена у його DS-2019 форму.
Станом на 2015 рік, українським студентам дозволено працювати під час програми з 9 травня до 9 вересня 2015. Цей проміжок часу може зміщуватись із року в рік.

### Запорука легальності
Work and Travel є абсолютно легальною програмою студентського обміну й діє під егідою Конгресу США. Кожен кандидат отримує свою персональну форму DS-2019 — документ учасника програми Work and Travel, на основі якого йому видається віза J-1 (віза учасника програми студентського обміну).
Перебування кожного учасника на території Сполучених Штатів суворо контролюється з боку влади США. Кожен учасник програми Work and Travel працює на рівних, з американськими громадянами, правах, що задекларовано у офіційних документах, в тому числі Social Security — основному документі, необхідному для легальної роботи в США.

### Повернення податків
Пропрацювавши хоча б небагато в Штатах, учасник програми обов'язково сплачує податок на прибуток із заробітної плати. Приблизно 15-20% прибутків може бути утримано податковими відрахуваннями. Будучи нерезидентом, у США учасник програми має право на пільгове оподатковування:
- сплачуються податки:  Федеральний податок з прибутку (10-15%), прибутковий податок штату (5-8%) і міста (1-3%). Сума федерального й місцевого податку залежить від штату, де ви працювали, всієї отриманої заробітної плати й суми податків, які ви сплатили уряду Сполучених Штатів. Процес повернення податків займає приблизно 90-120 днів.
- Не сплачуються податки: податки на Соціальне й медичне забезпечення, а також Федеральний податок по безробіттю (FUTA).

### Отримання візи
Працювати на території США студентам дає право віза J-1. Віза отримується в консульстві США в країні проживання. Щоб отримати візу необхідно пройти співбесіду з візовим офіцером. Крім того кожному учаснику програми необхідно зібрати пакет документів в який входить робочий контракт, форма DS 2019 та інше.
Основною запорукою успішного проходження візового інтерв'ю - є впевненість студента та його рівень підготовки з вмінням коректно відповісти на питання.